# Ditylomorphula capitata
Ditylomorphula capitata là một loài bọ cánh cứng trong họ Oedemeridae. Loài này được Vazquez & èvihla miêu tả khoa học năm 2006.